# Koe no katachi
Koe no katachi (jap. 聲の形 Koe no katachi) – japoński film animowany, powstały na bazie mangi Kształt twojego głosu, wyprodukowany przez Kyoto Animation. Reżyserią zajęła się Naoko Yamada, scenariusz napisała Reiko Yoshida, a muzykę skomponował Kensuke Ushio. Premiera filmu miała miejsce 17 września 2016 roku.

## Opis fabuły
Głuchoniema dziewczyna, Shōko Nishimiya przenosi się do nowej klasy w szkole podstawowej. Z powodu swojej niepełnosprawności jest szykanowana, głównie przez Shōyę Ishidę. Z czasem reszta klasy zaczyna gnębić Shōyę za dokuczanie Shōko. Po ukończeniu szkoły, Ishida przewartościowuje swoje zachowanie, uczy się języka migowego i usiłuje odnowić swoje relacje z Nishimiyą, by naprawić błędy przeszłości.

## Obsada
- Shōya Ishida (jap. 石田 将也 Ishida Shōya)

Seiyū: Mayu Matsuoka 
- Shōko Nishimiya (jap. 西宮 硝子 Nishimiya Shōko)

Seiyū: Saori Hayami 
- Yuzuru Nishimiya (jap. 西宮 結弦 Nishimiya Yuzuru)

Seiyū: Aoi Yūki 
- Tomohiro Nagatsuka (jap. 永束 友宏 Nagatsuka Tomohiro)

Seiyū: Kenshō Ono 
- Naoka Ueno (jap. 植野 直花 Ueno Naoka)

Seiyū: Yūki Kaneko 
- Miyoko Sahara (jap. 佐原 みよこ Sahara Miyoko)

Seiyū: Yui Ishikawa 
- Miki Kawai (jap. 川井 みき Kawai Miki)

Seiyū: Megumi Han 
- Satoshi Mashiba (jap. 真柴 智 Mashiba Satoshi)

Seiyū: Toshiyuki Toyonaga 

## Produkcja
Film został wyprodukowany przez studio Kyoto Animation. Reżyserem była Naoko Yamada, za scenariusz odpowiadała Reiko Yoshida, a za projekty postaci Futoshi Nishiya. Muzykę skomponował kensuke ushio. Główny motyw przewodni, zatytułowany „Ai wo shita no wa”, wykonała AIKO. Za dystrybucję odpowiada Shōchiku.
Film miał swoją premierę 17 września 2016 roku w Japonii.

## Odbiór
Do 23 października 2016 roku film zarobił w japońskich kinach 1 913 451 500 jenów (około 18,32 miliona dolarów).
| Rok  | Ceremonia                                           | Kategoria                | Rezultat       | Źródło |
| ---- | --------------------------------------------------- | ------------------------ | -------------- | ------ |
| 2017 | 71. Mainichi Film Awards                            | Najlepszy film animowany | Nominacja      | [ 5 ]  |
| 2017 | 40. nagroda Japońskiej Akademii Filmowej            | Animacja filmowa roku    | Nominacja      | [ 6 ]  |
| 2017 | Tokyo Anime Award                                   | Animacja roku (film)     | Główna nagroda | [ 7 ]  |
| 2017 | 20. Japan Media Arts Festival                       | Animowany film fabularny | Wygrana        | [ 8 ]  |
| 2017 | 26. Japan Movie Critics Awards                      | Animacja roku            | Wygrana        | [ 9 ]  |
| 2017 | Międzynarodowy Festiwal Filmów Animowanych w Annecy | Film pełnometrażowy      | Nominacja      | [ 10 ] |

Redakcja polskojęzycznego serwisu tanuki.pl oceniła film na 8/10. W ciągu dwóch pierwszych dni od premiery, film zarobił ponad 280 milionów jenów (ok. 2,8 miliona dolarów) i był wyświetlony ponad 200 tysięcy razy.